# Comment Yukong déplaça les montagnes
Comment Yukong déplaça les montagnes és una sèrie de 12 pel·lícules documentals realitzat per Joris Ivens i Marceline Loridan-Ivens sortit el 1976.

## Presemtació
Comment Yukong déplaça les montagnes està format per dotze pel·lícules fetes a diferents regions de la Xina. La pel·lícula completa té una durada de 12 hores, és un testimoni històric important sobre la Xina durant la revolució cultural.
1. La pharmacie N°3 : Shangai — La farmàcia núm. 3 de Xangai és una farmàcia autogestionada. Invertits en la seva feina, els empleats estan, com deia l'eslògan aleshores, "Al servei del poble".
2. Une femme, une famille — El retrat d'una família normal als afores de Pequín: una dona jove de 30 anys, casada, amb un fill, la seva feina i la seva vida quotidiana.
3. Le Village de pêcheurs — Les dones que s'han convertit en pescadores treballen com els homes, en igualtat de condicions. Aquesta revolució deixa perplex un vell capità de mar.
4. Autour du pétrole — La pel·lícula més americana, relata el naixement de Taking, una petita ciutat del nord afectada per la febre de l'or negre.
5. L'Usine de générateurs — El funcionament d'una fàbrica de dinamos prop de Xangai. Els treballadors intervenen en el disseny de la producció, cadascun estudia els problemes i intenta resoldre'ls.
6. Une caserne — La vida quotidiana en una caserna de l'exèrcit xinès en un campament militar prop de Nanjing. Relacions jeràrquiques i paper social de l'exèrcit que ajuda a les collites i a les fàbriques
7. Impression d'une ville : Shanghai — La vida quotidiana en una de les metròpolis més grans de la Xina.
8. Une histoire de ballon, lycée n° 31 Pékin — En una escola secundària de Pequín, un grup d'estudiants i el seu professor discuteixen un problema que acaba de tenir lloc al pati. Els adolescents jugaven a la pilota. Quan va sonar el timbre, el professor els va demanar que tornessin a classe, però un alumne va donar una puntada de peu a la pilota en direcció al professor. Tota la classe discuteix el problema: el joc, la passió, la responsabilitat, la ideologia, la política.
9. Le professeur Tsien — Un destacat professor universitari explica les seves experiències amb els seus estudiants i els Guàrdies Rojos durant la Revolució Cultural.
10. Un répétition à l'Opéra de Pékin — El treball d'una companyia d'òpera durant l'assaig d'una actuació a Pequín.
11. Entraînement au cirque de Pékin — la vida quotidiana dels artistes de circ que s'entrenen per a les properes actuacions.
12. Les Artisans — L'artesanat tradicional xinès.

## Prix et nominations
- Césars 1977 : César al millor curtmetratge documental per Une histoire de ballon, lycée n° 31 Pékin

## Producció
L'expressió del títol de la pel·lícula s'utilitza de manera irònica a la cançó Mao de Ludwig von 88, a l'àlbum La révolution n'est pas un dîner de gala.
| « | A la planta siderúrgica de la ciutat de Wu-Han Al combinat siderúrgic de la ciutat de Wu-Han Hi ha homes i hi ha dones que mouen muntanyes Hi ha homes que treballen com el Yukong va moure les muntanyes | » |

Més tard Marcelle Loridan va ser crítica amb la pel·lícula quan la va tornar a veure deu anys després "va denunciar el seu plantejament com a occidentals que havien anat a filmar un somni, una utopia. Va prendre consciència del llenguatge de fusta dels xinesos i es va preguntar per la part d'embriagament i sinceritat en les seves declaracions.